# Quebrada de las Zorras (periodiskt vattendrag i Chile, Región de Antofagasta)
Quebrada de las Zorras är ett periodiskt vattendrag i Chile.   Det ligger i regionen Región de Antofagasta, i den norra delen av landet, 1 000 km norr om huvudstaden Santiago de Chile.
Trakten runt Quebrada de las Zorras är ofruktbar med lite eller ingen växtlighet. Runt Quebrada de las Zorras är det glesbefolkat, med 12 invånare per kvadratkilometer.